# Xenasmatella vaga
Xenasmatella vaga är en svampart som först beskrevs av Elias Fries, och fick sitt nu gällande namn av Stalpers 1996. Xenasmatella vaga ingår i släktet Xenasmatella och familjen Xenasmataceae.   Inga underarter finns listade i Catalogue of Life.